# Вюльнер, Людвиг
Людвиг Вюльнер (нем. Ludwig Wüllner; 19 августа 1858, Мюнстер — 19 марта 1938, Киль) — немецкий камерный и оперный певец (баритон, тенор), драматический актёр и мелодекламатор. Сын композитора и дирижёра Франца Вюльнера.

## Биография
В 1889—1895 годах актёр придворного драматического театра в Майнингене. Выступал с переменным успехом и как актёр, и как чтец, и как певец. Часто с нидерландским пианистом Х. В. Босом, бывшим его аккомпаниатором. Также выступал как скрипач и дирижёр. Много гастролировал по миру. В частности в США и России, где был певцом в симфонических концертах Сергея Кусевицкого (1910).

## Репертуар
- «Тангейзер» Рихарда Вагнера — Тангейзер
- «Валькирия» Рихарда Вагнера — Зигмунд